# Homoeomma montanum
Homoeomma montanum là một loài nhện trong họ Theraphosidae.
Loài này thuộc chi Homoeomma. Homoeomma montanum được Cândido Firmino de Mello-Leitão miêu tả năm 1923.